# Osornolobus antillanca
Osornolobus antillanca là một loài nhện trong họ Orsolobidae.
Loài này thuộc chi Osornolobus. Osornolobus antillanca được Raymond Robert Forster & Norman I. Platnick miêu tả năm 1985.